# شبكرمة شرقية
شبكرمة شرقية (الاسم العلمي:Ampelopsis orientalis) هي نوع من النباتات يتبع جنس الشبكرمة من فصيلة الكرمية.